# Rindschleiden
Rindschleiden, (en luxembourgeois : Randschelt ), est un lieu-dit de la commune luxembourgeoise de Groussbus-Wal.